# Andrew Prine
Andrew Lewis Prine (n. 14 februarie 1936, Jennings⁠(d), Florida, SUA – d. 31 octombrie 2022, Suresnes, Île-de-France, Franța) a fost un actor american. A apărut în film, televiziune și teatru.

## Filmografie

### Film
- Kiss Her Goodbye (1959) - Kenneth 'Kenny' Grimes
- The Miracle Worker (1962) - James Keller
- Advance to the Rear (1964) - Pvt. Owen Selous
- Texas Across the River (1966) - Lt. Sibley
- The Devil's Brigade (1968) - Pvt. Theodore Ransom
- Bandolero! (1968) - ajutor de șerif Roscoe Bookbinder
- This Savage Land (1969, film TV) - Timothy Pride
- Generation a.k.a. A Time for Caring, A Time for Giving (1969) - Winn Garand
- Along Came a Spider (1970, film TV) - Sam Howard
- Chisum (1970) - Alex McSween
- Lost Flight (1970, film TV) - Jonesy
- Night Slaves (1970, film TV) - Fess Beany / Noel
- Simon, King of the Witches (1971) - Simon Sinestrari
- Squares a.k.a. Honky Tonk Cowboy, Riding Tall (1972) - Austin Ruth
- Another Part of the Forest (1972, film TV) - Oscar Hubbard
- Crypt of the Living Dead a.k.a. La tumba de la isla maldita, Vampire Women (1973) - Chris Bolton
- One Little Indian (1973) - Chaplain
- Wonder Woman (1974, film TV) - George Calvin
- Nightmare Circus (1974) - Andre
- Centerfold Girls (1974) - Clement Dunne
- Rooster Cogburn (1975) - Fiona's Husband (nemenționat)
- The Deputies a.k.a. The Law of the Land (1976, film TV) - Travis Carrington
- Grizzly (1976) - Don Stober
- The Winds of Autumn (1976) - Wire Hankins
- The Town That Dreaded Sundown (1976) - șerif adj. Norman Ramsey
- The Evil (1978) - Prof. Raymond Guy
- Hawaii Five-O (1978) Episode: "A Stranger in His Grave" - Richard Chadway
- Abe Lincoln: Freedom Fighter (1978) - Luke
- Amityville II: The Possession (1982) - Father Tom
- They're Playing with Fire (1984) - Michael Stevens
- Eliminators (1986) - Harry Fontana
- Chill Factor (1989) - Kioshe Jones
- Life on the Edge (1992) - Dr. Roger Hardy
- Deadly Exposure (1993) - Richard Anthony
- Gettysburg (1993) - general de brigadă Richard B. Garnett
- Wolfridge (1994) - Jack Haig
- Without Evidence (1995) - John Nelson
- Serial Killer (1995) - Perry Jones
- The Dark Dancer (1995) - Dr. Paul Orenstein
- The Shadow Men (1998) - MIB #1
- Possums (1998) - Mayor Charlie Lawton
- The Boy with the X-Ray Eyes a.k.a. X-Ray Boy, X-treme Teens (1999) - Malcolm Baker
- Witchouse 2: Blood Coven (2000) - șerif Jake Harmon / Angus Westmore
- Critical Mass (2001) - Sen. Cook
- Sweet Home Alabama (2002) - șerif Holt (nemenționat)
- Gods and Generals (2003) - Brig. Gen. Richard B. Garnett (nemenționat)
- Glass Trap (2005) - șerif Ed
- The Dukes of Hazzard (2005) - Angry Man
- Hell to Pay (2005) - Matt Elden
- Daltry Calhoun (2005) - șerif Cabot
- Sutures (2009) - Dr. Hopkins
- Treasure of the Black Jaguar (2010) - Andrew Prine
- Lords of Salem (2012) - reverend Jonathan Hawthorne
- Beyond the Farthest Star (2015) - senator John Cutter

### Televiziune
- U.S. Steel Hour (1 episod, 1957)
- Playhouse 90 (1 episod, 1960)
- Tombstone Territory (1 episod, "Revenge", 1960)
- Alcoa Presents: One Step Beyond (1 episod, 1960)
- Overland Trail (1 episod, "Sour Annie", 1960)
- Peter Gunn (1 episod, 1960)
- The DuPont Show of the Month (1 episod, 1961)
- Have Gun — Will Travel (2 episoade, 1960–1961)
- Alfred Hitchcock Presents (1 episod, 1962)
- The Defenders (1 episod, 1962)
- Alcoa Premiere (2 episoade, 1961–1962)
- The New Breed (1 episod, 1962)
- Ben Casey (1 episod, 1962)
- The Wide Country (28 episoade, 1962–1963)
- Vacation Playhouse (1 episod, 1963)
- Gunsmoke (3 episoade, 1962–1963)
- The Lieutenant (1 episod, 1963)
- The Great Adventure (1 episod, 1963)
- Advance to the Rear (1964)
- Profiles in Courage (1 episod, 1964)
- Wagon Train a.k.a. Major Adams, Trail Master (2 episoade, 1964–1965)
- Combat! (1 episod, "Billy the Kid", 1965)
- Kraft Suspense Theatre (1 episod, 1965)
- Bonanza (1 episod, "Jonah", 1965)
- Dr. Kildare (7 episoade, 1963–1965)
- Convoy (1 episod, 1965)
- Twelve O'Clock High (2 episoade, 1964–1965)
- The Fugitive (2 episoade, 1964–1965)
- The Road West (nr. necunoscut de episoade, 1966)
- Tarzan (1 episod, 1966)
- The Invaders (1 episod, 1967)
- Daniel Boone (1 episod, 1968)
- Felony Squad (1 episod, 1968)
- Ironside (2 episoade, 1968)
- The Virginian (5 episoade, 1965–1969)
- Love, American Style (1 episod, 1969)
- Insight (1 episod, 1970)
- Lancer (2 episoade, 1968–1970)
- The Name of the Game (2 episoade, 1968–1970)
- Matt Lincoln (1 episod, 1970)
- The Most Deadly Game (1 episod, 1970)
- Dan August (1 episod, 1970)
- The Courtship of Eddie's Father (1 episod, 1971)
- Dr. Simon Locke a.k.a. Police Surgeon (1 episod, 1971)
- The F.B.I. (3 episoade, 1968–1973)
- The Delphi Bureau (1 episod, 1973)
- Kung Fu (1 episod, 1974)
- Banacek (1 episod, 1974)
- Hawkins (1 episod, 1974)
- Barnaby Jones (2 episoade, 1973–1974)
- Cannon (2 episoade, 1971–1974)
- Amy Prentiss (1 episod, 1974)
- Kolchak: The Night Stalker (1 episod, "Demon in Lace", 1975)
- Barbary Coast (1 episod, 1975)
- Hawaii Five-O (1 episod, 1975)
- The Family Holvak (2 episoade, 1975)
- Riding With Death (1 episod, 1976)
- Baretta (2 episoade, 1975–1976)
- Quincy, M.E. (1 episod, 1977)
- Tail Gunner Joe (1977)
- Hunter (1 episod, 1977)
- The Bionic Woman (1 episod, 1977)
- The Last of the Mohicans (1977)
- Christmas Miracle in Caufield, U.S.A. a.k.a. The Christmas Coal Mine Miracle (1977)
- Abe Lincoln: Freedom Fighter (1978)
- W.E.B. (5 episoade, 1978)
- Donner Pass: The Road to Survival (1978)
- Flying High (1 episod, 1979)
- Mind Over Murder (1979)
- The Littlest Hobo (2 episoade, 1979)
- M Station: Hawaii (1980)
- One Day at a Time (1980)
- Callie & Son a.k.a. Callie and Son a.k.a. Rags to Riches (1981)
- A Small Killing (1981)
- Darkroom (1 episod, Undated)
- Hart to Hart (1 episod, 1982)
- The Fall Guy (1 episod, 1983)
- V a.k.a. V: The Original Miniseries (1983)
- Boone - A.W. Holly in "The Graduation" (1983)
- Trapper John, M.D. (1 episod, 1984)
- No Earthly Reason (1984)
- They're Playing with Fire (1984)
- V: The Final Battle (1984)
- Matt Houston (2 episoade, 1984)
- Cover Up (1 episod, 1984)
- And the Children Shall Lead a.k.a. Wonderworks: And the Children Shall Lead (1985)
- Danger Bay (2 episoade, 1986)
- Paradise a.k.a. Guns of Paradise (1 episod, 1988)
- Dallas (1 episod, 1989)
- Freddy's Nightmares a.k.a. Freddy's Nightmares - A Nightmare on Elm Street: The Series (2 episoade, 1989)
- In the Heat of the Night (1 episod, 1990)
- Murder, She Wrote (4 episoade, 1984–1991)
- Parker Lewis Can't Lose (1 episod, 1991)
- Mission of the Shark: The Saga of the U.S.S. Indianapolis (1991)
- Matlock (1 episod, 1991)
- FBI: The Untold Stories (1 episod, 1992)
- Room for Two (26 episoade, 1992)
- Dr. Quinn, Medicine Woman (1 episod, 1993)
- Star Trek: The Next Generation (1 episod, 1993)
- Scattered Dreams a.k.a. Scattered Dreams: The Kathryn Messenger Story (1993)
- Married... with Children (1 episod, 1994)
- Weird Science (număr necunoscut de episoade, 1994–1996)
- Night Stand with Dick Dietrick (1 episod, 1995)
- The Avenging Angel (1995)
- Star Trek: Deep Space Nine (1 episod, 1995)
- University Hospital (1 episod, 1995)
- Pointman (1 episod, 1995)
- Baywatch Nights (1 episod, 1996)
- Melrose Place (1 episod, 1996)
- Walker, Texas Ranger a.k.a. Walker (1 episod, 1997)
- Silk Stalkings (1 episod, 1997)
- JAG (1 episod, 1999)
- The Miracle Worker (2000)
- James Dean (2001)
- Six Feet Under (2 episoade, 2004)
- CSI: Crime Scene Investigation (2005)
- Boston Legal (1 episod, 2006)
- Hollis & Rae (2006)
- Saving Grace (1 episod, 2008)